# Deuteragenia bifasciata
Deuteragenia bifasciata (лат.) — вид дорожных ос (Pompilidae).

## Распространение
Палеарктика: Европа, Сибирь, Дальний Восток, Средняя Азия.

## Описание
Длина тела самок 5,0—9,5 мм, самцов — 4,0—6,0 мм. Основная окраска тела чёрная. Охотятся на пауков.